# 人生スイッチ
『人生スイッチ』（じんせいスイッチ、スペイン語: Relatos salvajes, 英語: Wild Tales）は、2014年の映画（ブラックコメディ）。アルゼンチン＝スペイン共作。脚本と監督はアルゼンチン人のダミアン・ジフロン。
出演者はリカルド・ダリン、オスカル・マルティネス、レオナルド・スバラーリャ、エリカ・リバス、リタ・コルテセ、フリエタ・ジルベルベルグ、ダリオ・グランディネッティなどである。アグスティン・アルモドーバルとペドロ・アルモドーバルのアルモドーバル兄弟が共同でプロデューサーを務めている。音楽はグスターボ・サンタオラヤ。
2014年公開作品を対象とした第87回アカデミー賞ではアカデミー外国語映画賞のアルゼンチン代表作品となり、またノミネートされた。
アンソロジー映画であり、暴力と復讐という共通したテーマを持つ6つの独立した短編で構成されている。

## あらすじ
おかえし
モデルの美女は仕事へと向かう飛行機内で音楽評論家と乗り合わせる。そこで美女のかつての恋人ガブリエル・パステルナークがクラシック音楽を専攻していた事が話題に挙がり、音楽評論家は過去にガブリエルの応募作品を酷評していた過去を振り返る。
すると、その話題に前席の乗客が反応し、彼女は小学生時代にガブリエルを落第させた教師であることを語る。さらにそれに反応した次の乗客は小学生時代にガブリエルをいじめていた同級生であった。さらに次に反応した乗客はガブリエルを解雇した店長…これに違和感を覚えた音楽評論家は、他の乗客にもガブリエルとの相識を尋ねたところ、ほとんどの乗客が過去の知人であり、乗客らへの航空券は会社や景品の名義でガブリエルから渡されていたことが判明する。
そこに怯えるスチュワーデスが現れ、ガブリエルがこの航空便の客室乗務員であることを知らせる。彼女はガブリエルからの交際を拒否したことで逆恨みされていた。そしてガブリエルが機長室に入ってから連絡が取れず、一同はこの航空便が彼にハイジャックされたことを知る。乗客の一人であるガブリエルのかかりつけであった精神科医は彼への説得を試みるも、便は民家に向かって降下していく。そこにいたのは、ガブリエルの両親であった…
おもてなし
雨の夜に一人の男が来店する。これを応対した若きウェイトレスは、その男がかつて自身の家を破産に追いやり、家族の離別と父の死を招いた高利貸し・クエンカであったと気付く。それを打ち明けられた中年の料理人は復讐を提案。料理に殺鼠剤を混ぜ、毒殺を図る。これに葛藤するウェイトレスだが、クエンカが高慢な態度を見せることに憤りを見せる。料理人は毒入りの料理を用意するが、そこにクエンカの息子が現れ、親子で食事を始める。
巻き添えに罪悪感を持ったウェイトレスはこれを制止しようとするが、クエンカと口論になる。そしてクエンカは料理人に刺殺される。男の息子は救命され、料理人は逮捕された。
パンク
ディエゴは新車に乗り、砂漠の高速道路でドライブをしていた。すると、手前の古びた車が交通を遮る。これに怒ったディエゴは追い抜くとともに古びた車の運転手を侮辱するが、進行先で車がパンクする。そこへ古びた車が追い付き、中から悪漢が現れる。男はディエゴの新車を破壊するとそのまま立ち去ろうとするが、怒れるディエゴは男を車ごと川岸へ突き落とす。激怒した男は這い上がりディエゴに殺意を向けるが、ディエゴはそのまま立ち去ろうとする。だが、男の脅迫に激怒したディエゴは丸腰の男を轢殺しようと突撃を試み、川岸に転落してしまう。
男はディエゴに執拗な攻撃を加え、ディエゴもそれに反抗する。男はとどめに車へ着火するが、ディエゴがこれを制止し、二人は爆発に巻き込まれる。
ヒーローになるために
爆破解体職人のシモンは仕事を終え、娘の誕生日会にケーキを購入するため店へ立ち寄った。すると短時間の停車にもかかわらず、自身の車がレッカー移動されてしまう。渋々レッカー代金を支払うシモンだが、この手続きのために遅刻したことで家族に批判される。次にシモンは制度の厳しさから自動車局の職員と口論になり、窓口を攻撃。その責任を問われ解雇される。
さらにそれまでの不満が爆発したシモンの妻は離婚を切り出す。孤立したシモンは、自身の車に爆発物を仕掛け、意図的に放置。レッカー移動先の事務所を爆破する。犠牲者は出なかったものの、これによってシモンはテロ容疑で逮捕される。一方で、SNSでは取り締まり制度に不満を持っていた人々からこの行為が称賛され、釈放を求める意見が相次いだ。
そして収監されたシモンは妻子からケーキの差し入れを受け、囚人たちと誕生日会を祝った。
愚息
明朝。地元の有力者であるマウリシオにその息子が泣きついてきた。息子は妊婦に対しひき逃げ事故を起こしてしまい、それは直ちに大きく報道された。マウリシオお抱えの弁護士もこれの対処に務めようとするが、外傷を負った妊婦が死亡したことから世論が過熱していく。
途方に暮れたマウリシオは使用人ホセに、対価をもとに身代わり逮捕を持ちかける。そこへ検察官も聴取に現れるが、立証に不信を顕わにする。これに弁護士は買収を持ちかけるが、マウリシオの生活から高額を要求し、ホセと弁護士も報酬の上乗せを要求し始める。そこへ罪悪感にかられた息子が自白を申し出るが、ホセが身代わりとして出頭する。そこには妊婦の夫が待ち構えており、ホセに凶器を振り下ろした。
Happy Wedding
新郎新婦のロミーナとアリエルは披露宴に浮かれていた。そこでロミーナは、来客の中にアリエルが懇意にする女性の姿を見つける。これを問いただしたことでアリエルの浮気を知り、悲しみに暮れるロミーナ。式場から抜け出した彼女は厨房のコックに慰められるが、彼と浮気しアリエルがそれを目撃。さらに怒れるロミーナはアリエルへの復讐を宣言し、何事もなかったように式場へ戻る。そのパーティーの最中にアリエルの浮気相手を負傷させたロミーナは来客から腫物のように扱われるが、ロミーナの態度に怒りを見せたアリエルは実母とともに彼女へ訴訟を示唆する。さらに喧騒はアリエルとロミーナの親族を巻き込み、アリエルは泣き崩れる。周囲の友人に慰められたあと、アリエルは一人でウェディングケーキに入刀し、ロミーナと愛し合うのだった。

## キャスト
※括弧内は日本語吹替
おかえし
- 音楽評論家・サルガド - ダリオ・グランディネッティ（小室正幸）
- イサベル - マリーア・マルル
- レギサモン先生 - モニカ・ビリャ（スペイン語版）

おもてなし
- ウェイトレス - フリエタ・ジルベルベルグ（スペイン語版）（大津愛理）
- クエンカ - セサル・ボルドン（スペイン語版）（宮崎敦吉）
- 料理人 - リタ・コルテセ（スペイン語版）（定岡小百合）

パンク
- 新車男・ディエゴ - レオナルド・スバラーリャ（今村一誌洋）
- マリオ - ワルテル・ドナード

ヒーローになるために
- ビル爆破解体職人・シモン - リカルド・ダリン（スペイン語版）（坂詰貴之）
- ビクトリア・マラムド - ナンシー・ドゥプラア（スペイン語版）
- シモンの同僚・ペコラ - ルイス・マッゼオ（宮崎敦吉）

愚息
- 父親・マウリシオ - オスカル・マルティネス（浦山迅）
- 弁護士 - オスマル・ヌニェス（スペイン語版）
- 管理人・ホセ - ヘルマン・デ・シルバ（宮崎敦吉）
- 検察官 - ディエゴ・ベラスケス
- エレナ・ペレイラ・アミルトン - マリーア・オネット（スペイン語版）

Happy Wedding
- 花嫁・ロミーナ - エリカ・リバス（スペイン語版）（有賀由樹子）
- アリエル - ディエゴ・ヘンティレ（スペイン語版）

## 反応
2014年5月のカンヌ国際映画祭では称賛され、スタンディングオベーションが10分間続いたと報じられている。カンヌではパルム・ドール（作品賞）にノミネートされた。同年のトロント国際映画祭でも上映された。9月のサン・セバスティアン国際映画祭ではヨーロッパ映画 観客賞を受賞した。
アルゼンチンでの初期のレビューも良好であり、2014年8月21日の公開開始から24日間で200万人以上の観客を集めた。9月11日から14日の週末には274,042人の観客を集め、第2位だった『ヘラクレス』（78,546人）の約3.5倍に達した。9月末時点で、国内の275の映画館で2014年にもっとも観客を集めた映画となった。公開終了までに史上最高の観客数を記録したアルゼンチン映画となった。
2015年3月24日にはフランスでジャーマンウイングス9525便墜落事故が起き、150人が死亡した。『人生スイッチ』冒頭部分の飛行機墜落シーンはジャーマンウイングス機の事故と似通っていたため、英国映画協会(BFI)とクルソン・シネマズはホームシアターの視聴可能作品一覧を変更した。
Rotten Tomatoesでは123のレビューの平均点は7.9/10点であり、「新鮮度」は96%である。評論家の総意として「意地悪く浮かれ騒ぎ、愉快に錯乱するこの作品は反体制的な風刺劇である」としている。Metacriticでは27のレビューの平均点は77点であり、「おおむね好評を得ている」としている。

## 受賞
| 映画賞/映画祭                   | 発表日        | 部門                     | 対象者                                | 結果       |
| ------------------------------- | ------------- | ------------------------ | ------------------------------------- | ---------- |
| アカデミー賞                    | 2015年2月22日 | 外国語映画賞             |                                       | ノミネート |
| アリエル賞                      | 2015年5月27日 | 最優秀イベロアメリカ映画 |                                       | 受賞       |
| ビアリッツ映画祭                | 2014年10月4日 | 観客賞                   |                                       | 受賞       |
| ビアリッツ映画祭                | 2014年10月4日 | 女優賞                   | エリカ・リバス                        | 受賞       |
| カンヌ国際映画祭                | 2014年5月25日 | パルム・ドール           |                                       | ノミネート |
| 批評家選出映画賞                | 2015年1月15日 | 外国語映画賞             |                                       | ノミネート |
| ゴヤ賞                          | 2015年2月7日  | 作品賞                   |                                       | ノミネート |
| ゴヤ賞                          | 2015年2月7日  | 監督賞                   | ダミアン・ジフロン                    | ノミネート |
| ゴヤ賞                          | 2015年2月7日  | 脚本賞                   | ダミアン・ジフロン                    | ノミネート |
| ゴヤ賞                          | 2015年2月7日  | 男優賞                   | リカルド・ダリン                      | ノミネート |
| ゴヤ賞                          | 2015年2月7日  | 作曲賞                   | グスターボ・サンタオラヤ              | ノミネート |
| ゴヤ賞                          | 2015年2月7日  | 編集賞                   | パブロ・バルビエリ ダミアン・ジフロン | ノミネート |
| ゴヤ賞                          | 2015年2月7日  | プロダクション賞         | エッシャー・ガルシア                  | ノミネート |
| ゴヤ賞                          | 2015年2月7日  | メイク&ヘアメイク賞      | マリサ・アメンタ ネストル・ブルゴス   | ノミネート |
| ゴヤ賞                          | 2015年2月7日  | イベロアメリカ映画賞     |                                       | 受賞       |
| プラティーノ賞                  | 2015年7月18日 | イベリアメリカ映画賞     |                                       | 受賞       |
| プラティーノ賞                  | 2015年7月18日 | 監督賞                   | ダミアン・ジフロン                    | 受賞       |
| プラティーノ賞                  | 2015年7月18日 | 脚本賞                   | ダミアン・ジフロン                    | 受賞       |
| プラティーノ賞                  | 2015年7月18日 | 男優賞                   | レオナルド・スバラーリャ              | ノミネート |
| プラティーノ賞                  | 2015年7月18日 | 女優賞                   | エリカ・リバス                        | 受賞       |
| プラティーノ賞                  | 2015年7月18日 | 作曲賞                   | グスターボ・サンタオラヤ              | 受賞       |
| サテライト賞                    | 2015年2月15日 | 外国語映画賞             |                                       | ノミネート |
| サン・セバスティアン国際映画祭  | 2014年9月27日 | ヨーロッパ映画 観客賞    |                                       | 受賞       |
| サライェヴォ映画祭              | 2014年8月22日 | 観客賞                   |                                       | 受賞       |
| 銀のコンドル賞                  | 2015年6月     | 作品賞                   |                                       | ノミネート |
| 銀のコンドル賞                  | 2015年6月     | 監督賞                   | ダミアン・ジフロン                    | 受賞       |
| 銀のコンドル賞                  | 2015年6月     | 助演男優賞               | オスカル・マルティネス                | 受賞       |
| 銀のコンドル賞                  | 2015年6月     | 助演女優賞               | エリカ・リバス                        | 受賞       |
| 銀のコンドル賞                  | 2015年6月     | 助演女優賞               | リタ・コルテセ                        | ノミネート |
| 銀のコンドル賞                  | 2015年6月     | 新人男優賞               | ディエゴ・ヘンティレス                | 受賞       |
| 銀のコンドル賞                  | 2015年6月     | 脚本賞                   | ダミアン・ジフロン                    | ノミネート |
| 銀のコンドル賞                  | 2015年6月     | 撮影賞                   | ハビエル・フリア                      | ノミネート |
| 銀のコンドル賞                  | 2015年6月     | 編集賞                   | ダミアン・ジフロン パブロ・バルビエリ | 受賞       |
| 銀のコンドル賞                  | 2015年6月     | 作曲賞                   | グスターボ・サンタオラヤ              | 受賞       |
| 銀のコンドル賞                  | 2015年6月     | 音響賞                   | ホセ・ルイス・ディアス                | 受賞       |
| スール賞                        | 2014年12月2日 | 作品賞                   |                                       | 受賞       |
| スール賞                        | 2014年12月2日 | 監督賞                   | ダミアン・ジフロン                    | 受賞       |
| スール賞                        | 2014年12月2日 | 主演男優賞               | リカルド・ダリン                      | ノミネート |
| スール賞                        | 2014年12月2日 | 主演男優賞               | オスカル・マルティネス                | 受賞       |
| スール賞                        | 2014年12月2日 | 主演男優賞               | レオナルド・スバラーリャ              | ノミネート |
| スール賞                        | 2014年12月2日 | 主演女優賞               | エリカ・リバス                        | 受賞       |
| スール賞                        | 2014年12月2日 | 主演女優賞               | リタ・コルテセ                        | ノミネート |
| スール賞                        | 2014年12月2日 | 助演男優賞               | ヘルマン・デ・シルバ                  | 受賞       |
| スール賞                        | 2014年12月2日 | 助演男優賞               | ディエゴ・ヘンティレ                  | ノミネート |
| スール賞                        | 2014年12月2日 | 助演男優賞               | オスマル・ヌニェス                    | ノミネート |
| スール賞                        | 2014年12月2日 | 助演女優賞               | マリーア・オネット                    | ノミネート |
| スール賞                        | 2014年12月2日 | 新人男優賞               | ディエゴ・ベラスケス                  | ノミネート |
| スール賞                        | 2014年12月2日 | 新人男優賞               | ワルテル・ドナード                    | ノミネート |
| スール賞                        | 2014年12月2日 | 脚本賞                   | ダミアン・ジフロン                    | 受賞       |
| スール賞                        | 2014年12月2日 | 撮影賞                   | ハビエル・フリア                      | 受賞       |
| スール賞                        | 2014年12月2日 | 編集賞                   | ダミアン・ジフロン パブロ・バルビエリ | 受賞       |
| スール賞                        | 2014年12月2日 | 美術賞                   | クララ・ノターリ                      | ノミネート |
| スール賞                        | 2014年12月2日 | 衣装デザイン賞           | ラス・フィッシャーマン                | ノミネート |
| スール賞                        | 2014年12月2日 | 作曲賞                   | グスターボ・サンタオラヤ              | 受賞       |
| スール賞                        | 2014年12月2日 | 音響賞                   | ホセ・ルイス・ディアス                | 受賞       |
| スール賞                        | 2014年12月2日 | メイキャップ賞           | マリサ・アメンタ                      | ノミネート |
| ワシントンD.C. 映画批評家協会賞 | 2014年12月8日 | 外国語映画賞             |                                       | ノミネート |